# Guberevac (gmina Knić)
Guberevac (cyr. Губеревац) – wieś w Serbii, w okręgu szumadijskim, w gminie Knić. W 2011 roku liczyła 702 mieszkańców.